# Een ongehoord spel
Een ongehoord spel is een hoorspel van Inger Christensen. Ein unerhörtes Spiel werd op 25 juni 1969 door de Süddeutscher Rundfunk uitgezonden. Paul Vroom vertaalde het en de KRO zond het uit in het programma Dinsdagavondtheater op dinsdag 28 maart 1972. De regisseur was Léon Povel. Het hoorspel duurde 60 minuten.

## Rolbezetting
- Willy Brill
- Jan Borkus
- Bert Dijkstra
- Bob Verstraete
- Huib Orizand
- Jan Verkoren

## Inhoud
In het middelpunt staan twee acteurs, die hun relatie als echtpaar uitbeelden. Daar ze in steeds wisselende rollen en scènes optreden, spelen ze een spel waaruit - op andere niveaus en onder andere omstandigheden - steeds nieuwe spelen ontstaan. De hoop van beiden, een nieuwe start te maken en zich met steeds nieuwe ficties uit de gevangenschap van hun gegeven "scène" te kunnen bevrijden, gaat niet in vervulling. Hun vertwijfelde toestand, waarin ze in weerwil van ondraaglijke spanningen en rivaliteiten steeds aan elkaar gebonden blijven, documenteert en karakteriseert een algemeen menselijke situatie…